# Mimosa riedelii
Mimosa riedelii är en ärtväxtart som beskrevs av George Bentham. Mimosa riedelii ingår i släktet mimosor, och familjen ärtväxter. Inga underarter finns listade i Catalogue of Life.